# Хельо Мянд
Хельо Мянд (до 1934 Хельо Кляйнмюллер, 1934—1946 Хельо Райдла; 11 лютого 1926, Нарва — 6 грудня 2020) — естонська дитяча письменниця, прозаїк, редактор газет і поетеса.

## Біографія
Навчалась у Талліннській середній школі бізнесу та Естонському державному театральному інституті. 1956 року була редактором дитячої та юнацької газети «Säde», з 1958 до 1965 рр. — редактором дитячого журналу «Піонер», а з 1960 до 1965 редактором дитячого журналу «Техеке». З 1965 року вона була вільним письменником.
З 1961 року була членом Естонської спілки письменників.

## Вибрані твори
- телевізійний сценарій: «Mõmmi ja aabits» («Азбука Тедді»)
- телевізійний сценарій: «Ныяківі» («Чарівний камінь»)
- 1967: казка «Koer taskus» («Песик у кишені»)
- 1968: повість «Тоомас Ліннупоег» («Томас Птах-Хлопчик»)
- 1971: книга алфавіту «Karu-aabits» («Азбука Тедді»)
- 1984: збірка новел «Väikesed võililled» («Маленькі кульбаби»)
- 2017 вірш «Salasõna» («Пароль»)